# Mikulin (województwo łódzkie)
Mikulin – wieś w Polsce, położona w województwie łódzkim, w powiecie brzezińskim, w gminie Jeżów.
W latach 1975–1998 miejscowość administracyjnie należała do województwa skierniewickiego.
W 1212 roku miał tu miejsce zjazd książąt polskich: Leszka Białego, Konrada mazowieckiego, Mściwoja I oraz dostojników świeckich i kościelnych.